# 恵庭市立若草小学校
恵庭市立若草小学校（えにわしりつ わかくさしょうがっこう）は、北海道恵庭市中島町4丁目に所在する公立小学校。
児童 579名（2023年現在）

## 概要
中島町の中心に位置し、学校の南側に漁川支流の茂漁川が流れ、東側に中島公園と漁川、北側に国道36号線恵庭バイパスとその国道を越えた所に最寄りの恵み野駅があり、西側にJR千歳線を挟み柏陽中学校がある。

## 沿革
1975年に柏小学校から分離し児童303名（10学級）で開校した。6年後の1981年には児童が開校当時の約3倍にまで膨れ上がり1,074名（28学級）になった。1982年に恵み野小学校と分離し、児童183名が移籍した。2012年に特別支援学級（2学級）が新設された。
年表
- 1975年（昭和50年）- 恵庭市立若草小学校開校、校章、校歌制定[2]。
- 1976年（昭和51年）- 体育館完成[2]。
- 1977年（昭和52年）- 第二期校舎増築完成（普通教室10、特別教室3、校長室、職員室、事務室）[2]
- 1979年（昭和54年）- 第三期校舎増築完成（普通教室6、機械室）[2]
- 1980年（昭和55年）- プール完成[2]。
- 1982年（昭和57年）- 恵み野小学校と分離[2]。
- 1990年（平成2年）- 若草ふれあいスクール開設[4]。
- 1999年（平成11年）- 北柏木1丁目が校区編入[4]。
- 2002年（平成14年）- コンピューター室完成[4]。
- 2004年（平成16年）- 体育館改築[4]。
- 2008年（平成20年）- 第一期大規模改修工事[3]。
- 2009年（平成21年）- 第二期大規模改修工事[3]。
- 2010年（平成22年）- 第三期大規模改修工事[3]。
- 2012年（平成24年）- 特別支援学級を新設[3]。

## 教育目標
たくましく心豊かな若草っ子の育成
- よく考える子[6]
- 最後までやり抜く子[6]
- 思いやりのある子[6]
- 進んで身体を鍛える子[6]

## 学校行事
学校行事は以下の通り。
- 4月 - 入学式、前期始業式
- 5月 - 校舎外清掃
- 6月 - 運動会、遠足
- 7月 - 宿泊学習（5年）、夏季休業
- 8月 - 修学旅行（6年）、校外学習（1年）
- 9月 - 芸術鑑賞、校外学習（2年、3年、4年）
- 10月 - 前期終業式、秋季休業、後期始業式
- 11月 - 学習発表会
- 12月 - 冬季休業
- 1月 - スケート学習
- 2月 - コミュニケーション講座（5年）
- 3月 - 卒業式、修了式、学年末休業

## 通学区域
通学区域は以下の通り。
- 有明町
- 中島町
- 恵央町
- 柏陽町
- 北柏木町1-2丁目、4-5丁目
- 西島松 (309番地47-100、309番地104、309番地110-111、309番地123、309番地130、309番地317-338、309番地345、309番地349-352番地、497-587番地)

## 進学先中学校
- 恵庭市立柏陽中学校[9]

## 交通アクセス
鉄道
- JR千歳線恵み野駅より徒歩15分

バス
- えにわコミュニティバス（ecoバス）循環A・Bコース「中島公園」停留所下車、徒歩5分[10]

## 著名な出身者
- 上野空大[11] - 格闘技、K-1選手
- 上野奏貴 - 格闘技、K-1選手